# Église de Vytautas le Grand
 (septembre 2024).
L'Église de Vytautas le Grand ou Église de l'Assomption de la Bienheureuse Vierge Marie (en lituanien : Vytauto Didžiojo bažnyčia) est une église catholique romaine de la vieille ville de Kaunas, en Lituanie. Elle est la plus ancienne église de la ville et un exemple important d'architecture gothique de briques en Lituanie, ayant le seul plan gothique en forme de croix (avec des chapelles latérales) en Lituanie,.

## Histoire

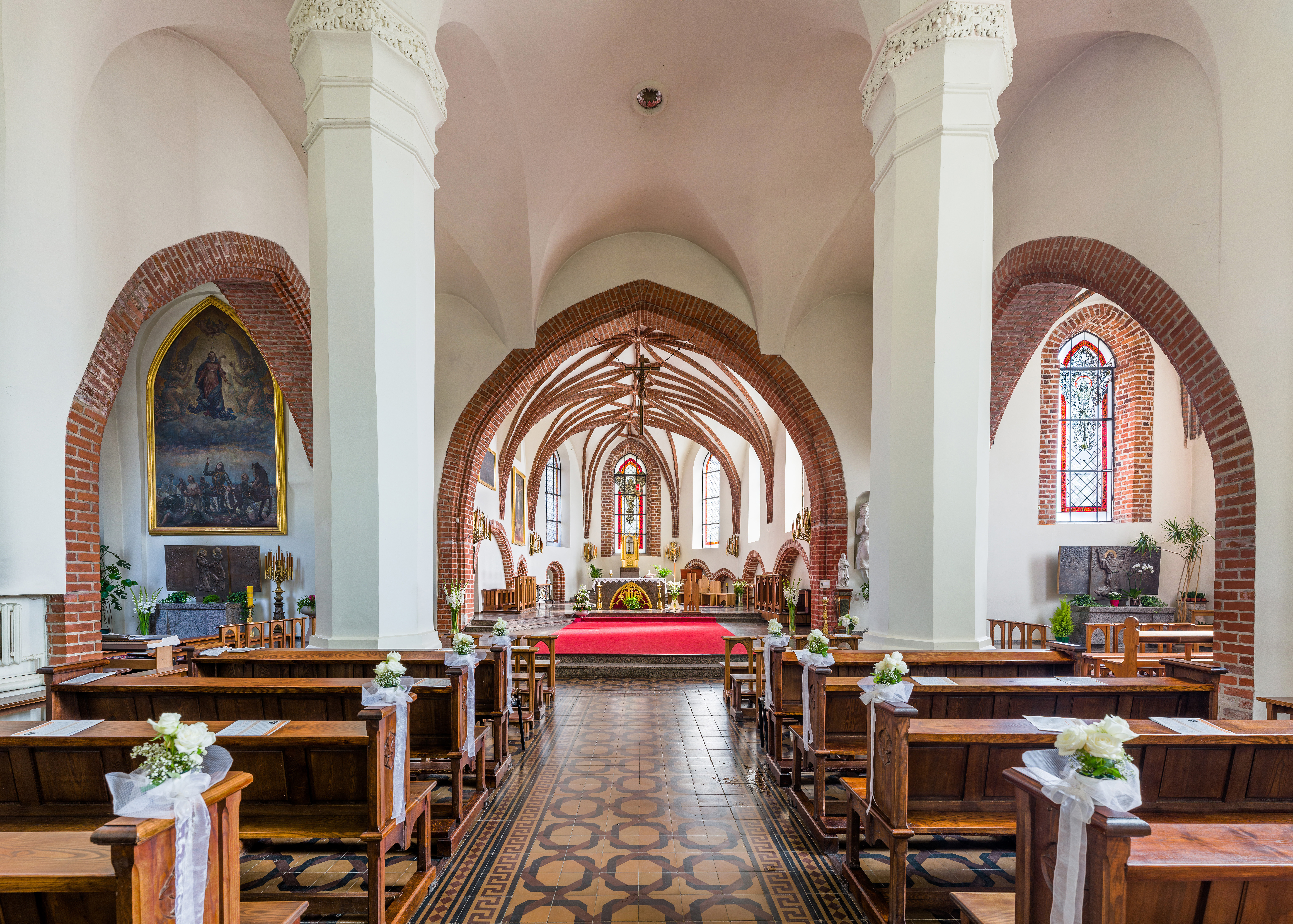
Intérieur de l'église

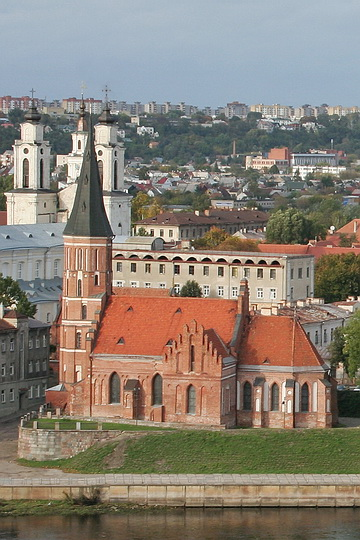
Église

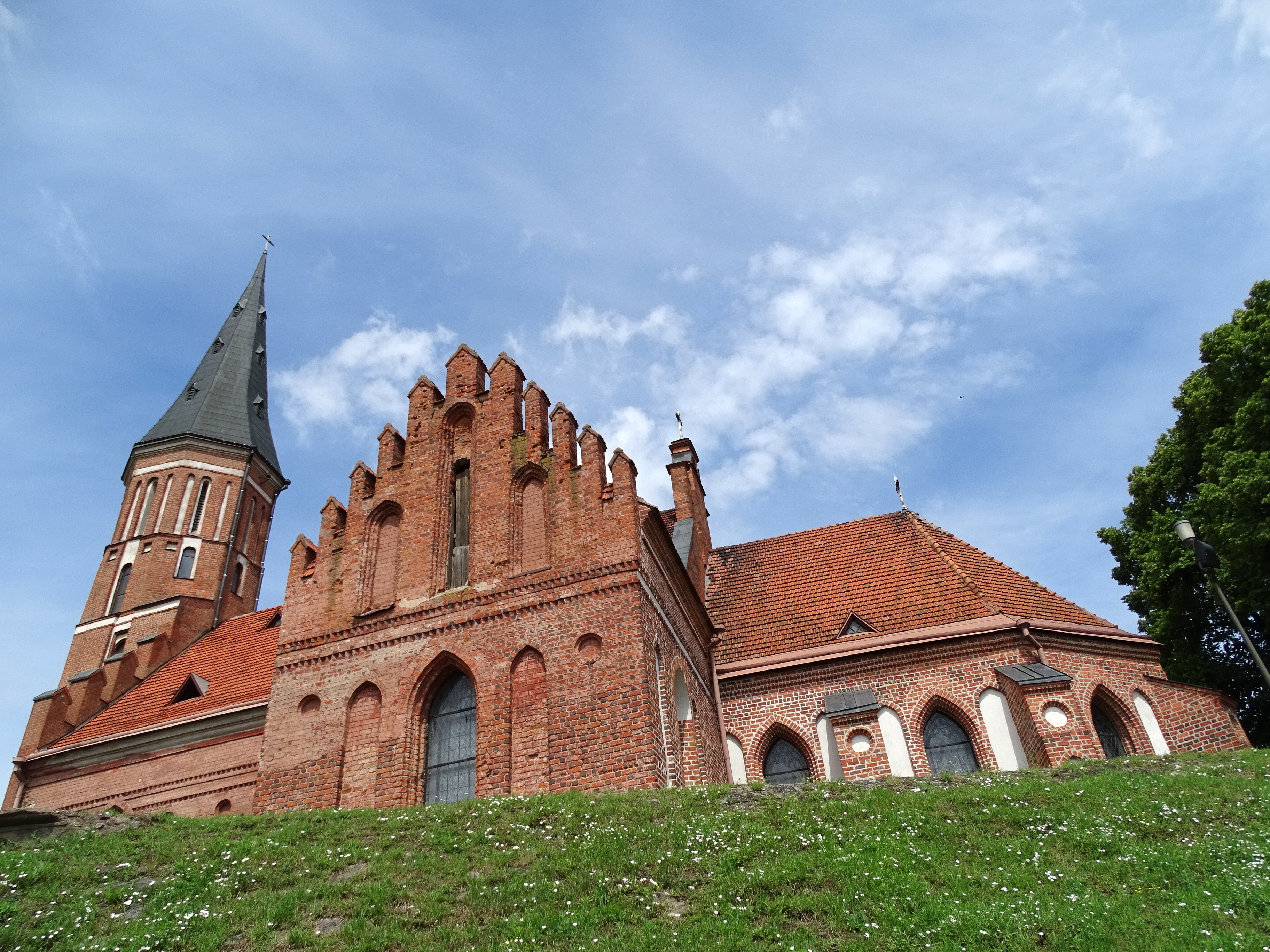
Vue de l'église d'en bas

L'église a été construite sur la rive nord du fleuve Niémen vers 1400 pour les frères franciscains et les marchands étrangers. Elle a été commandée et financée par Vytautas le Grand en remerciement à la Vierge Marie pour lui avoir sauvé la vie après une défaite majeure lors de la bataille de la rivière Vorskla.
Étant assez proche de la rivière, l'église a souffert à plusieurs reprises des inondations printanières. En 1812, elle fut incendiée par les troupes françaises. Le couvent franciscain a été fermé par l'administration russe après l'Insurrection de novembre. En 1845, l'église catholique fut fermée et plus tard reconstruite et rouverte comme église orthodoxe. À partir de 1903, elle servit de caserne militaire. En 1915, les Allemands s'en servaient d'entrepôt. Le bâtiment revint à l'Église catholique en 1919 et subit d'importants travaux de rénovation en 1931-1938, puis à nouveau en 1978-1982.

## Architecture
L'église est un exemple de l'architecture gothique en brique lituanienne. La disposition de l'église en croix latine est unique dans le gothique lituanien. Au fil des années, le niveau du sol autour de l'église a été considérablement élevé et les façades sont devenues plus basses ; pour compenser cela, les fenêtres ont été raccourcies et les portails latéraux ont été supprimés. Le clocher a été ajouté plus tard et a probablement été utilisé pour guider les navires naviguant sur le fleuve Niémen.
L'écrivain lituanien Juozas Tumas-Vaižgantas (1869–1933) est enterré dans la crypte de l'église.

## Source de traduction
- (en) Cet article est partiellement ou en totalité issu de l’article de Wikipédia en anglais intitulé « Church of Vytautas the Great » (voir la liste des auteurs).